# Coptopterina
Coptopterina is een geslacht van kevers uit de familie van de loopkevers (Carabidae). De wetenschappelijke naam van het geslacht is voor het eerst geldig gepubliceerd in 1956 door Basilewsky.

## Soorten
Het geslacht Coptopterina omvat de volgende soorten:
- Coptopterina johnstoni (Alluaud, 1917)
- Coptopterina limbipennis (G.Muller, 1942)
- Coptopterina phantasma (Peringuey, 1899)
- Coptopterina punctatostriata (Peringuey, 1896)
- Coptopterina scapulofugiens (Basilewsky, 1950)
- Coptopterina scutellaris (Peringuey, 1896)
- Coptopterina tenella (Boheman, 1848)